# Vinogradovca, Taraclia
Vinogradovca este un sat situat în sud-estul Republicii Moldova, în raionul Taraclia. Este reședința comunei omonime.
Localitatea a fost înființată în iunie 1964. În 1994 a fost fondat și deschis publicului un muzeu dedicat obiceiului cultivării viței-de-vie și producerii de vin, având în total 1.500 de exponate.

## Demografie

### Structura etnică
Structura etnică a satului Vinogradovca conform recensământului populației din 2004:
| Grup etnic                                               | Populație | % Procentaj  |
| -------------------------------------------------------- | --------- | ------------ |
| Băștinași declarați Moldoveni Băștinași declarați Români | 147 3     | 27,07% 0,55% |
| Ucraineni                                                | 148       | 27,26%       |
| Ruși                                                     | 100       | 18,42%       |
| Bulgari                                                  | 82        | 15,10%       |
| Găgăuzi                                                  | 57        | 10,50%       |
| Alții                                                    | 6         | 1,10%        |
| Total                                                    | 543       | 100%         |